# MQ Водолея
MQ Водолея (лат. MQ Aquarii) — одиночная переменная звезда в созвездии Водолея на расстоянии (вычисленном из значения параллакса) приблизительно 4352 световых лет (около 1334 парсеков) от Солнца. Видимая звёздная величина звезды — от +12,7m до +12m.

## Характеристики
MQ Водолея — красная пульсирующая полуправильная переменная звезда типа SRB (SRB) спектрального класса M6/7. Эффективная температура — около 3286 К.